# Camilla Herrem
Camilla Herrem (ur. 8 października 1986 w Stavanger) – norweska piłkarka ręczna reprezentantka kraju, grająca na pozycji lewoskrzydłowej. W drużynie narodowej zadebiutowała 5 kwietnia 2006 roku. Obecnie występuje w macedońskiej drużynie Wardar Skopje.
W lipcu 2013 roku wyszła za mąż za norweskiego piłkarza ręcznego Steffena Stegavika.

## Osiągnięcia reprezentacyjne
- Igrzyska Olimpijskie:
  -  2012
  -  2016
- Mistrzostwa Świata:
  -  2015
  -  2017
  -  2009
- Mistrzostwa Europy:
  -  2008, 2010, 2014, 2016, 2020
  -  2012

## Osiągnięcia klubowe
- Mistrzostwa Norwegii:
  -  2007, 2008, 2009, 2011
- Puchar Norwegii:
  -  2007
- Puchar Zdobywców Pucharów:
  -  2007

## Nagrody indywidualne
- 2009: najlepsza lewoskrzydłowa Mistrzostw świata (Chiny)
- 2016: najlepsza lewoskrzydłowa Mistrzostw Europy (Szwecja)
- 2019: najlepsza lewoskrzydłowa Mistrzostw świata (Japonia)
- 2020: najlepsza lewoskrzydłowa Mistrzostw Europy (Dania)